# Mauléon-Licharre
Mauléon-Licharre (bask. Maule-Lextarre) to miejscowość i gmina we Francji, w regionie Nowa Akwitania, w departamencie Pireneje Atlantyckie. Stolica Soule (bask. Zuberoa), dawnej francuskiej prowincji i jednego z trzech tradycyjnych terytoriów Baskonii Północnej
Według danych na rok 1990 gminę zamieszkiwały 3533 osoby, a gęstość zaludnienia wynosiła 276 osób/km² (wśród 2290 gmin Akwitanii Mauléon-Licharre plasuje się na 122. miejscu pod względem liczby ludności, natomiast pod względem powierzchni na miejscu 890.).